# Landesarchiv Schleswig-Holstein

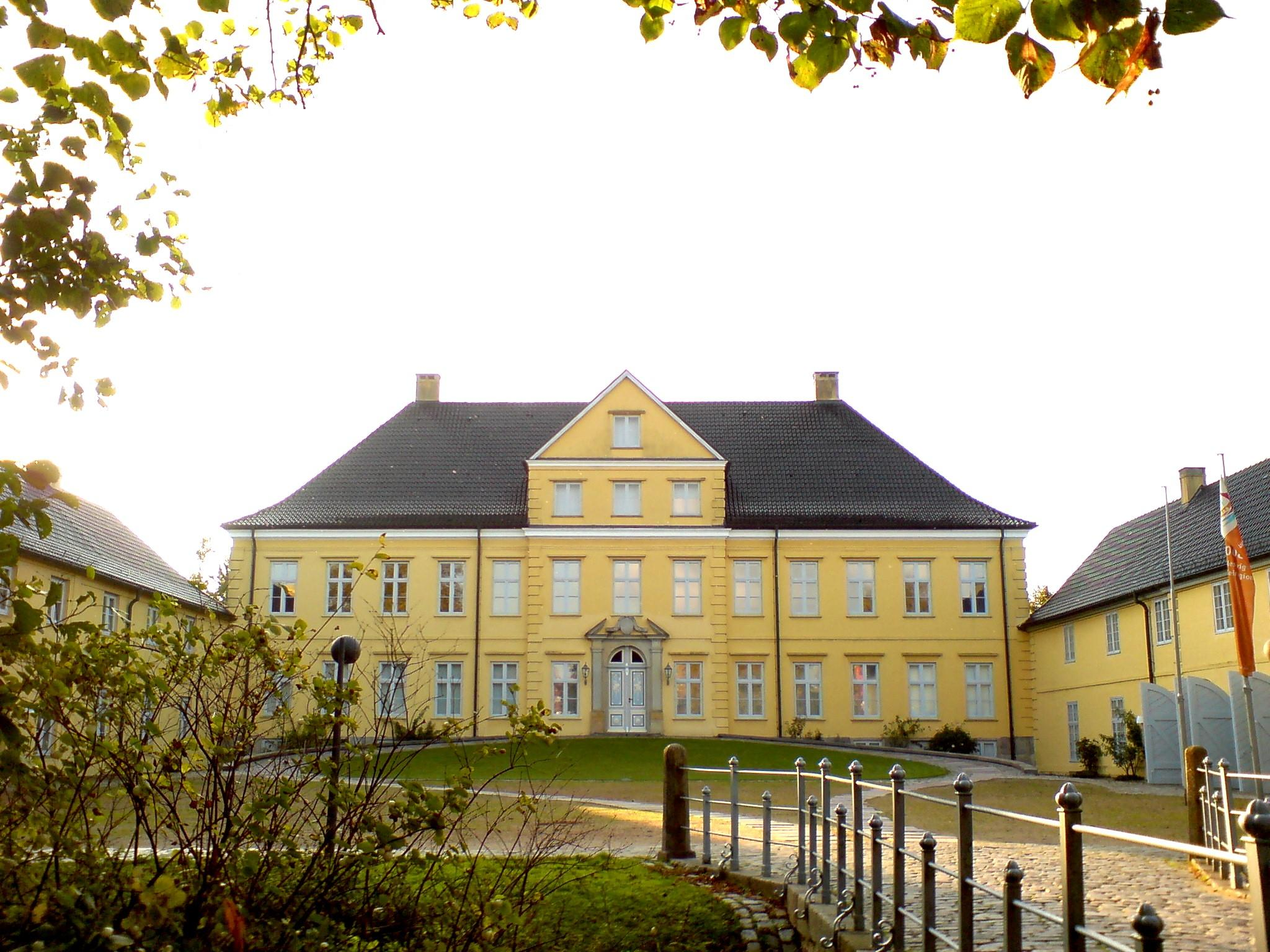
Hofansicht des Prinzenpalais

Das Landesarchiv Schleswig-Holstein ist das Staatsarchiv des Bundeslandes Schleswig-Holstein. Sitz ist Schleswig. Es befindet sich heute im Gebäude des historischen Prinzenpalais. Seine Vorgänger waren das Preußische Staatsarchiv Schleswig (1870–1923) und das Preußische Staatsarchiv Kiel (1923–1947).

## Geschichte
Nach dem Entstehen der Provinz Schleswig-Holstein wurde dort wie in allen preußischen Provinzen ein staatliches Archiv eingerichtet. Es wurde 1870 gegründet und hatte seinen Sitz in der damaligen Provinzhauptstadt Schleswig.
1922/1923 fand eine Verlegung des Staatsarchivs nach Kiel statt, wo sich mittlerweile der neue Amtssitz des Oberpräsidenten der Provinz befand. Zudem hatte sich die Christian-Albrechts-Universität zu Kiel im Zuge der Einrichtung eines Lehrstuhls für Landesgeschichte für den Umzug eingesetzt. Das Archiv kam in einem ehemaligen Marinedepot in der Karlstraße unter. Im April 1945 wurde das Gebäude bei einem Luftangriff zerstört. Die Archivalien waren jedoch vorher ausgelagert worden und konnten nach Schleswig überführt werden.
Während und nach dem Krieg beteiligten sich das Landesarchiv und viele seiner Mitarbeiter, wie z. B. der leitende Archivar Carl Wilhelm Hahn, aktiv an der Verschleierung ihrer Mitwirkung an der Judenverfolgung und der Unterstützung des NS-Regimes.
Ab 1947 hatte die nunmehr Landesarchiv heißende Einrichtung ihren Sitz im Schloss Gottorf. Da die räumliche Situation nicht zufriedenstellend war, erwarb das Land 1979 das Prinzenpalais im Schleswig, welches in den folgenden Jahren renoviert wurde. Außerdem wurde ein anliegender Zweckbau für Bibliothek, Lesesaal und Dienstzimmer errichtet. 1991 fand die offizielle Einweihung des neuen Sitzes des Landesarchivs statt.

## Archivalien
Das Archivgut umfasst Archivalien aus der vorpreußischen Zeit (bis 1867) betreffend Gesamt-Schleswig-Holstein sowie der drei Herzogtümer Schleswig, Holstein und Lauenburg sowie des Fürstentums Lübeck sowie der Landkreise, soweit das Archivgut nicht in das Reichsarchiv nach Kopenhagen gelangte. Ebenfalls aus dieser Zeit stammen die Urkunden und Akten der schleswig-holsteinischen Güter und Klöster. Das Archivgut der Hansestadt Lübeck befindet sich hingegen im Archiv der Hansestadt Lübeck als deren ehemaligem Staatsarchiv.
Aus der Zeit ab 1867 bis zum Nationalsozialismus verwaltet das Landesarchiv Archivgut des Landesteils Lübeck (bis 1937) sowie der preußischen Verwaltung der Provinz Schleswig-Holstein (bis 1946).
Archivarische Bestände der schleswig-holsteinischen Justizbehörden bestehen aus der Zeit nach 1867. Ebenfalls sind Archivalien von den schleswig-holsteinischen Betriebsstellen der Reichs- und Bundesverwaltung (u. a. das Post-, Bahn- und Wetterwesen) ab 1871 verwaltet.
Aus der Zeit des Nationalsozialismus und der Besatzungszeit (1933–1949) besteht eine Abteilung zur Entnazifizierung. Vier weitere Abteilungen (u. a. über die Gauleitung Schleswig-Holstein der NSDAP oder dem Sub Area Intelligence Office der britischen Militärregierung) befinden sich im Aufbau (Stand: 2012).
Aus der Nachkriegszeit beherbergt das Landesarchiv die Akten und Urkunden der Landesverwaltung des Bundeslandes Schleswig-Holstein. Archivalien der kommunalen Gebietskörperschaften befinden sich in den diversen Kreis- und Stadtarchiven.
Sonderarchive des Landesarchivs gibt es zu verschiedenen nicht-staatlichen Sammelgebieten. Hierzu zählen u. a. Sammlungen der Gesellschaft für Schleswig-Holsteinische Geschichte oder des Schleswig-Holsteiner-Bundes. Daneben ist das Landesarchiv zugleich auch Film- und Kartenarchiv Schleswig-Holsteins.
Weitere Einzelbestände entstammen verschiedenen Nachlässen, unter anderem auch von Privatpersonen.

## Bibliothek
Das Archiv verfügt über eine Präsenzbibliothek mit ca. 150.000 Bänden, überwiegend zur Geschichte, Kulturgeschichte und Landeskunde Schleswig-Holsteins, sowie Veröffentlichungen zu allen Forschungsgebieten der Geschichte, ihrer Hilfswissenschaften und benachbarten Disziplinen wie Volkskunde oder Rechtsgeschichte.
Dazu gehört auch ein Teil-Bestand der Bibliothek der 1307 gegründeten Domschule Schleswig, die die älteste Gelehrtenschule des Bundeslandes ist.
Der überwiegende Teil des Bibliotheksbestandes ist im Online-Katalog des Gemeinsamen Bibliotheksverbundes (GBV) nachgewiesen. Die Bücher können im Lesesaal des Landesarchivs eingesehen werden.

## Leitung
- 1870–1911: Georg Hille
- 1911–1918: Albert de Boor
- 1918–1931: Paul Richter
- 1931–1938: Walther Stephan
- 1938–1945: Gottfried Ernst Hoffmann
- 1945–1949: Max Hein
- 1950–1963: Gottfried Ernst Hoffmann
- 1963–1974: Kurt Hector
- 1974–1984: Wolfgang Prange
- 1984–2006: Reimer Witt
- seit 2006: Rainer Hering[2]